# Challenger de Saint-Brieuc

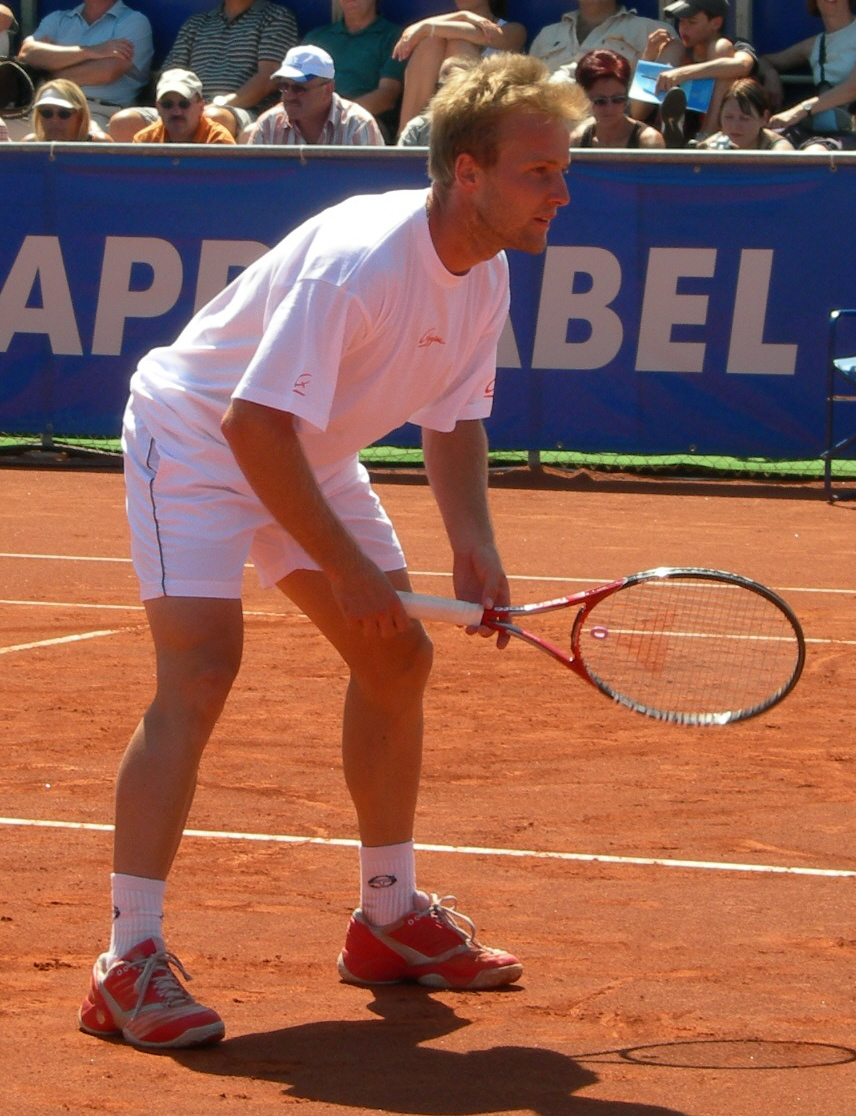
El belga Christophe Rochus ganador de la edición de dobles en 2004 y de individuales en 2008. También en la edición del año 2004 fue finalista en individuales

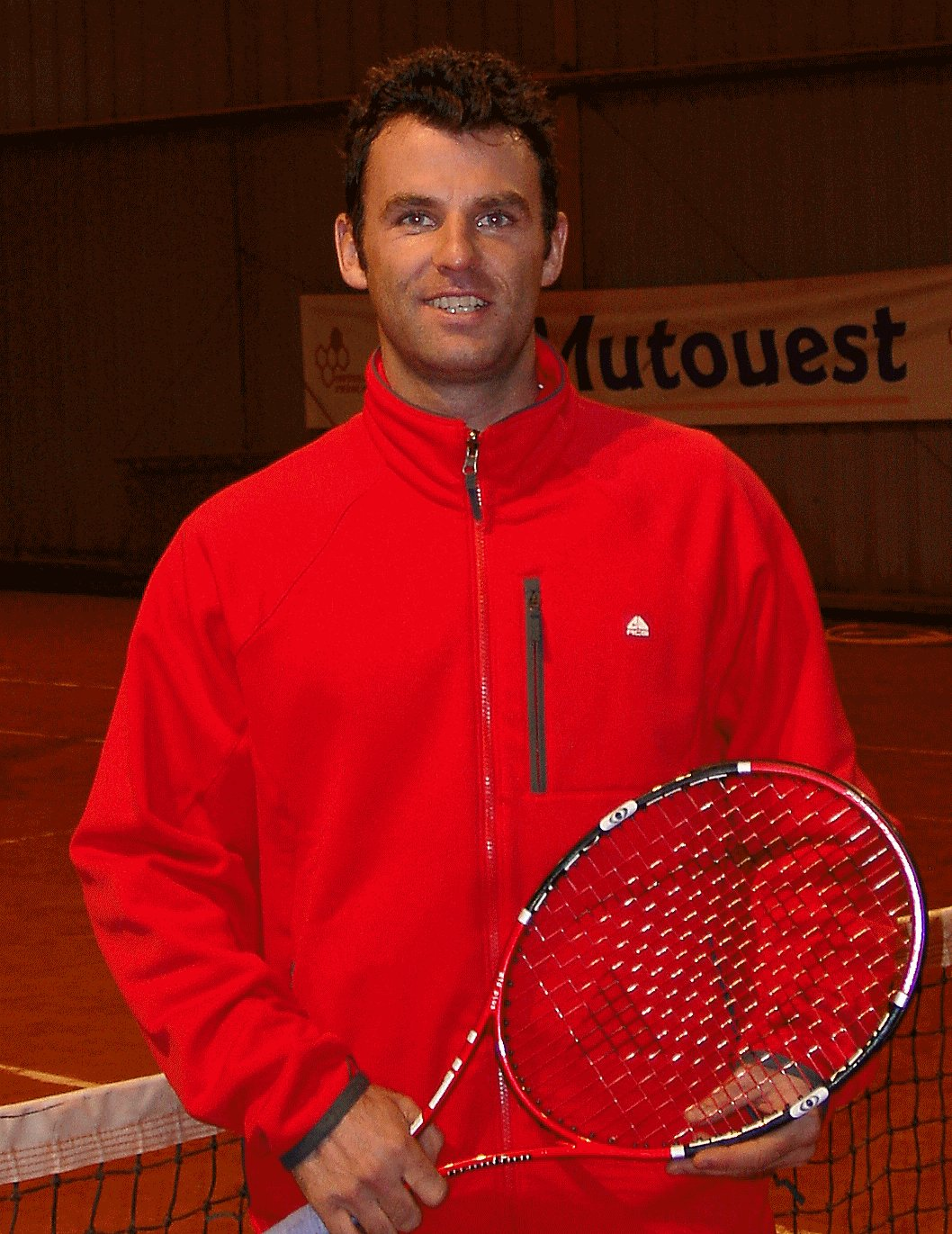
Marc Gicquel es uno de los seis franceses en ser campeones en modalidad individuales

EL Open Saint-Brieuc es un torneo profesional de tenis. Pertenece al ATP Challenger Tour. Se juega desde el año 2004 sobre pistas de polvo de ladrillo, en Saint-Brieuc, Francia.

## Palmarés

### Individuales
| Año       | Campeón             | Finalista             | Resultado           |
| --------- | ------------------- | --------------------- | ------------------- |
| 2024      | Benjamin Bonzi      | Lucas Pouille         | 6–2, 6–3            |
| 2023      | Ričardas Berankis   | Dan Added             | 6–3, 6–7(3), 7–6(5) |
| 2022      | Jack Draper         | Zizou Bergs           | 6–2, 5–7, 6–4       |
| 2020–2021 | No celebrado        | No celebrado          | No celebrado        |
| 2019      | Kamil Majchrzak     | Maxime Janvier        | 6–3, 7–6(1)         |
| 2018      | Ričardas Berankis   | Constant Lestienne    | 6–2, 5–7, 6–4       |
| 2017      | Egor Gerasimov      | Tobias Kamke          | 7–6(3), 7–6(5)      |
| 2016      | Alexandre Sidorenko | Igor Sijsling         | 2–6, 6–3, 7–6(3)    |
| 2015      | Nicolas Mahut       | Yuichi Sugita         | 3-6, 7-6(3), 6-4    |
| 2014      | Andreas Beck        | Grégoire Burquier     | 7-5, 6-3            |
| 2013      | Jesse Huta Galung   | Kenny de Schepper     | 7–6(4), 4–6, 7–6(3) |
| 2012      | Grégoire Burquier   | Augustin Gensse       | 7–5, 6–7(5), 7–6(3) |
| 2011      | Maxime Teixeira     | Benoît Paire          | 6–3, 6–0            |
| 2010      | Michał Przysiężny   | Rubén Ramírez Hidalgo | 4–6, 6–2, 6–3       |
| 2009      | Josselin Ouanna     | Adrian Mannarino      | 7–5, 1–6, 6–4       |
| 2008      | Christophe Rochus   | Marcel Granollers     | 6–2, 4–6, 6–1       |
| 2007      | Kristian Pless      | Farrukh Dustov        | 6–3, 6–1            |
| 2006      | Marc Gicquel        | Peter Wessels         | 6–3, 6–1            |
| 2005      | Olivier Patience    | Victor Ioniţă         | 6–0, 6–2            |
| 2004      | Olivier Mutis       | Christophe Rochus     | 6–1, 4–6, 6–2       |

### Dobles
| Año       | Campeones                              | Finalistas                            | Resultado             |
| --------- | -------------------------------------- | ------------------------------------- | --------------------- |
| 2024      | Geoffrey Blancaneaux Gabriel Debru     | Jakub Paul Matěj Vocel                | 3–3, descali.         |
| 2023      | Dan Added Albano Olivetti              | Patrik Niklas-Salminen Bart Stevens   | 4–6, 7–6(9–7), [10–6] |
| 2022      | Sander Arends David Pel                | Jonathan Eysseric Robin Haase         | 6–3, 6–3              |
| 2020–2021 | No celebrado                           | No celebrado                          | No celebrado          |
| 2019      | Jonathan Erlich Fabrice Martin         | Jonathan Eysseric Antonio Šančić      | 7–6(7–2), 7–6(7–2)    |
| 2018      | Sander Arends Tristan-Samuel Weissborn | Luke Bambridge Joe Salisbury          | 4–6, 6–1, [10–7]      |
| 2017      | Andre Begemann Frederik Nielsen        | David O'Hare Joe Salisbury            | 6–3, 6–4              |
| 2016      | Rameez Junaid Andreas Siljeström       | James Cerretani Antal van der Duim    | 5–7, 7–6(7–4), [10–8] |
| 2015      | Grégoire Burquier Alexandre Sidorenko  | Andriej Kapaś Yasutaka Uchiyama       | 6-3, 6-4              |
| 2014      | Dominik Meffert Tim Puetz              | Victor Baluda Philipp Marx            | 6-4, 6-3              |
| 2013      | Tomasz Bednarek Andreas Siljeström     | Jesse Huta Galung Konstantin Kravchuk | 6–3, 4–6, [10–7]      |
| 2012      | Laurynas Grigelis Rameez Junaid        | Stéphane Robert Laurent Rochette      | 1–6, 6–2, 10–6        |
| 2011      | Tomasz Bednarek Andreas Siljeström     | Grégoire Burquier Romain Jouan        | 6–4, 6–7(4–7), 14–12  |
| 2010      | Uladzimir Ignatik David Marrero        | Brian Battistone Ryler DeHeart        | 4–6, 6–4, 10–5        |
| 2009      | David Martin Simon Stadler             | Peter Luczak Joseph Sirianni          | 6–3, 6–2              |
| 2008      | Adrian Cruciat Daniel Muñoz-de la Nava | Yu Xin-yuan Zeng Shao-Xuan            | 4–6, 6–4, 10–4        |
| 2007      | Jean-Baptiste Perlant Xavier Pujo      | Jean-Christophe Faurel Jérôme Haehnel | 2–6, 6–2, 10–7        |
| 2006      | Eric Butorac Chris Drake               | Michael Lammer Stéphane Robert        | 6–4, 6–4              |
| 2005      | Victor Ioniţă Gabriel Moraru           | Michal Mertiňák Daniel Vacek          | 6–1, 6–4              |
| 2004      | Christophe Rochus Tom Vanhoudt         | David Škoch Jiří Vaněk                | 6–0, 6–1              |